# Cephalanthera austiniae
Cephalanthera austiniae är en orkidéart som först beskrevs av Asa Gray, och fick sitt nu gällande namn av Amos Arthur Heller. Cephalanthera austiniae ingår i släktet skogsliljor, och familjen orkidéer. Inga underarter finns listade i Catalogue of Life.

## Bildgalleri

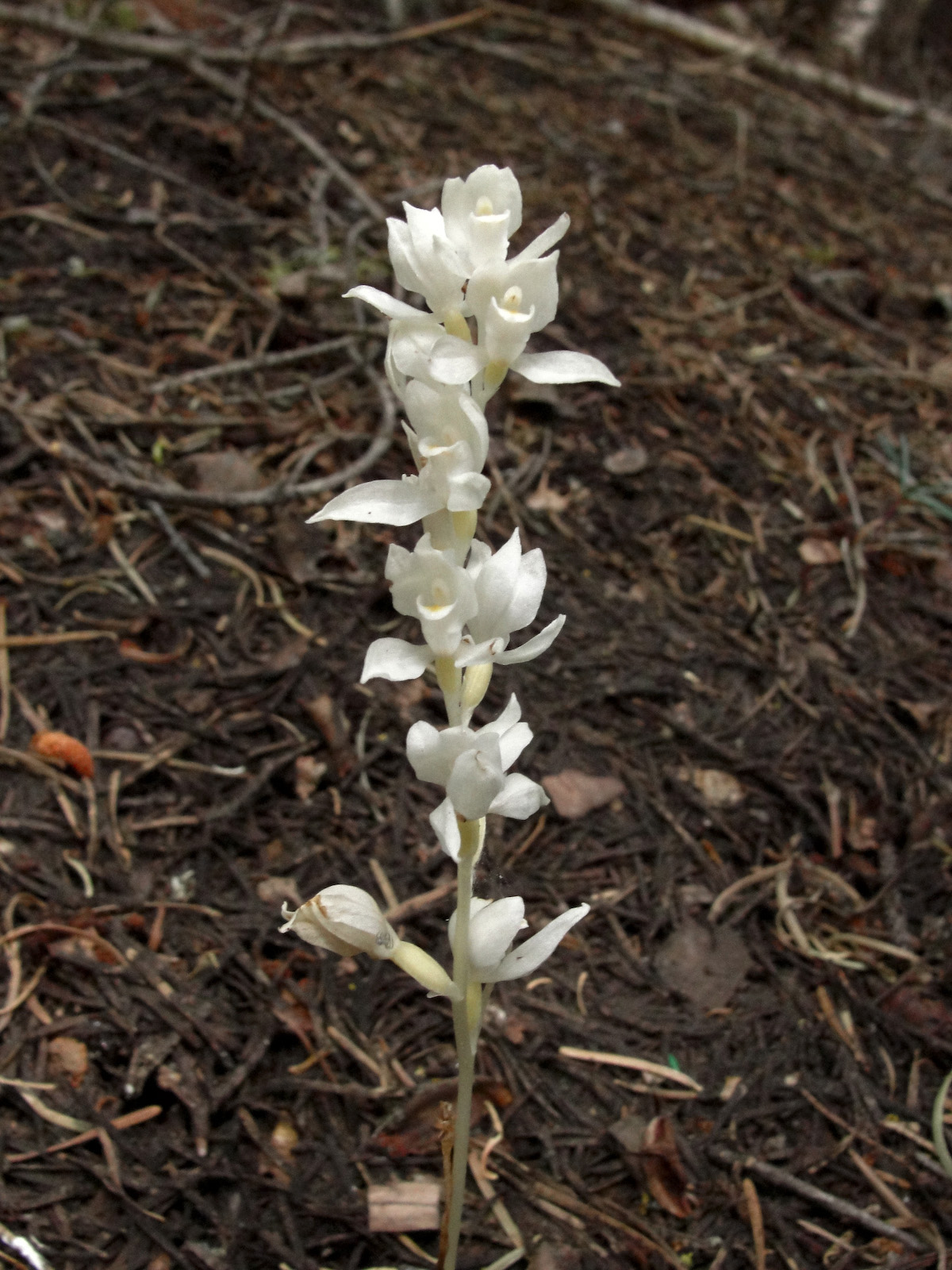
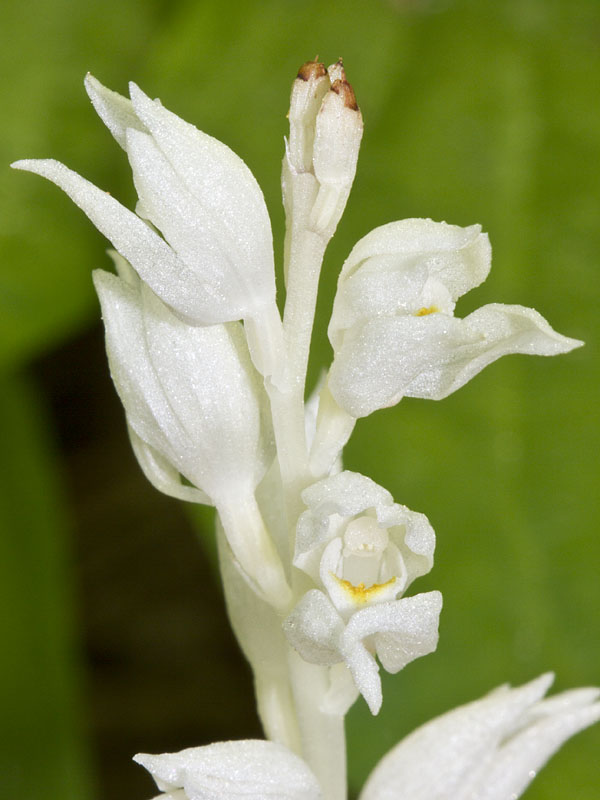
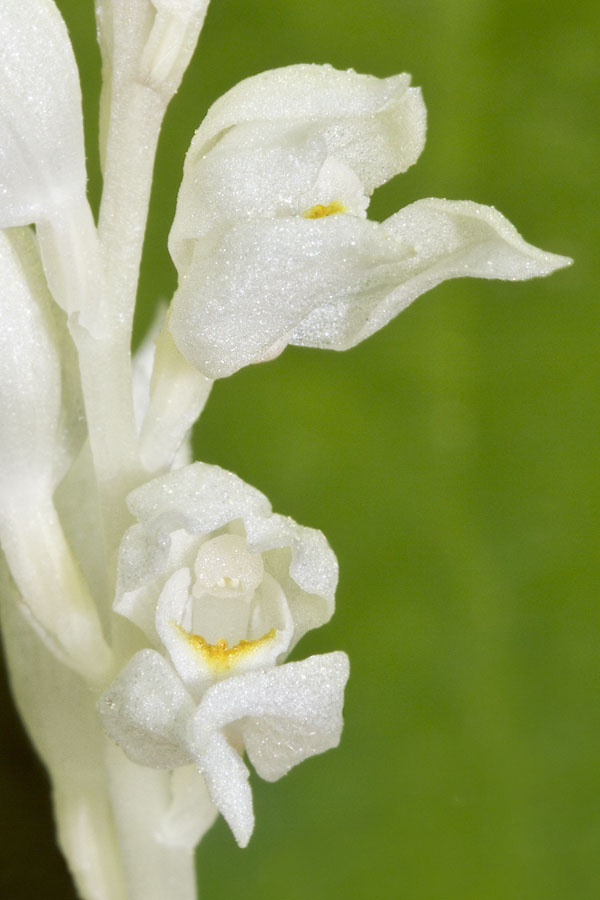